# Зенитен ракетен комплекс
Зенитен ракетен комплекс (ЗРК) е съвкупност от функционално свързани бойни и технически средства, чието предназначение е поразяването на въздушни цели със зенитни управляеми ракети (ракети „земя-въздух“).
В общия случай в състава на ЗРК влизат:
- средства за транспортиране на зенитни управляеми ракети (ЗУР) и зареждането им на пусковата установка;
- ракетна пускова установка;
- зенитни управляеми ракети;
- средства за разузнаване на въздушния противник;
- средства за функционален контрол на оборудването;
- наземен комплекс на системата за определяне на държавната принадлежност на въздушната цел;
- средства за управление на ракетата (може да се намират в самата ракета – при самонасочване);
- средства за автоматично съпровождане на въздушната цел (може да се намират на ракетата);
- средства за автоматично съпровождане на ракетата (няма при самонасочващите се ракети).

## Класификация
Според театъра на военните действия:
- корабни;
- сухопътни.

Сухопътните ЗРК според тяхната мобилност са:
- стационарни;
- слабоподвижни;
- мобилни.

Според способа на движение:
- преносими;
- буксируеми;
- самоходни.

Според далечината на стрелба:
- за близък бой;
- с малка далечина;
- със средна далечина;
- с голяма далечина;
- със свръхголяма далечина (представени са от единствен образец: CIM-10 Bomarc).

Според способа за насочване (виж способи и методи за насочване):
- с радиокомандно управление на ракетата от 1-ви или 2-ри род;
- с насочване на ракетите по радиолъч;
- със самонасочване на ракетите.

Според автоматизацията:
- автоматични;
- полуавтоматични;
- неавтоматични.

По подчинение:
- полкови;
- дивизионни;
- армейски;
- окръжни.

## Способи и методи за насочване на ЗУР

### Способи за насочване
1. Телеуправление от първи род.
  - Станцията за съпровождане на целта се намира на земята.
  - Летящата ЗУР се съпровожда от станция за визиране на ракетата.
  - Необходимата маневра се изчислява от наземен изчислителен прибор.
  - Към ракетата се предават команди за управление, които се преобразуват от автопилота в управляващи сигнали за руля.
2. Телеуправление от втори род.
  - Станцията за съпровождане на целта се намира на борда на ЗУР и координатите на целта относително ракетата се предават на земята.
  - Летящата ЗУР се съпровожда от станцията за визиране на ракетата.
  - Необходимата маневра се изчислява от наземен изчислителен прибор.
  - Към ракетата се предават команди за управление, които се преобразуват от автопилота в управляващи сигнали за руля.
3. Управление по лъч.
  - Станцията за съпровождане на целта се намира на земята.
  - Наземната станция за насочване на ракетите създава в пространството електромагнитно поле, с равносигнална посока, съответстващо на посоката на движение на целта.
  - Изчислителният прибор се намира на борда на ЗУР и изработва команди за автопилота, осигуряващи полета на ракетата по протежение на равносигналното направление.
4. Самонасочване.
  - Станцията за съпровождане на целта се намира на борда на ЗУР.
  - Изчислителният прибор се намира на борда на ЗУР и генерира команди за автопилота, осигуряващи сближаването на ЗУР с целта.

Видове самонасочване:
- активно – ЗУР използва активен метод за локализиране на целта: излъчва сондиращи импулси;
- полуактивно – целта се облъчва от наземна РЛС за следене, а ЗУР приема ехо-сигнал;
- пасивно – ЗУР локализира целта по нейното собствено излъчване (топлинна следа, работеща бордова РЛС и т.н.) или чрез контраст на фона на небето (оптичен, топлинен и т.н.).

### Методи за насочване
1. Двуточкови методи – насочването се осъществява на основа информация за целта (координати, скорост и ускорение) в свързана система от координати (система координати на ракетата).
Използват се при телеуправлението от втори род и самонасочването.
- Метод ма пропорционалното сближаване – ъгловата скорост на въртене на вектора на скоростта на ракетата е пропорционална на ъгловата скорост на завъртането на линията на визиране (линията „ракета-цел“):

{\displaystyle {\frac {d\psi }{dt}}=k{\frac {d\chi }{dt}}},

където {\displaystyle {\frac {d\psi }{dt}}} – ъглова скорост на вектора на скоростта на ракетата;

{\displaystyle \psi } – ъгъл на пътя на ракетата;

{\displaystyle {\frac {d\chi }{dt}}} – ъглова скорост на въртене на линията на визиране;

{\displaystyle \chi } – азимут на линията на визиране;

{\displaystyle k} – коефициент на пропорционалност.
Методът на пропорционалното сближаване се явява общ метод при самонасочването, останалите са негови частни случаи, които се определят от стойността на коефициента на пропорционалност k:

- k = 1 – метод на преследването (на английски: Pursuit guidance) – векторът на скоростта на ракетата винаги е насочен към целта;
- 1 < k < ∞ – метод на прякото насочване – оста на ракетата е насочена към целта (близък до метода на преследването с точност до ъгъла на атака α и ъгъла на приплъзване β, при които векторът на скоростта на ракетата е обърнат относително нейната ос);
- k = ∞ – метод на паралелното сближаване – линията на визиране на траекторията на насочване си остава паралелна сама към себе си, и при праволинеен полет на целта ракетата също лети по права.

2. Триточкови методи – насочването се осъществява на основа информация за целта (координати, скорост и ускорение) и за насочваната към целта ракета (координати, скорост и ускорение) в стартова система от координати, най-често свързана с наземен пункт за управление. Използват се при телеуправлението от първи род и теленасочването.
- Метод на трите точки (метод на съвпадане, метод на покриване на целта) – ракетата се намира на линията на визиране на целта;
- Метод на трите точки с параметър – ракетата се намира на линия, изпреварваща линията на визиране с ъгъл, зависещ от отстоянието на ракетата и целта.

## История

### Първи опити
Първият опит да се създаде управляем дистанционно снаряд за поразяване на въздушни цели е предприета във Великобритания от Арчибалд Лоу. Неговата „въздушна цел“ (Aerial Target), наречена така, за да заблуди немското разузнаване, представлява радиокомандноуправляем винтов апарат с бутален двигател ABC Gnat. Снарядът е предназначен за унищожаване на цепелини и тежките германски бомбардировачи. След два неуспешни пуска, през 1917 г., програмата е закрита поради слабия интерес към нея от командването на ВВС.
През 1935 г. Сергей Корольов предлага идеята за зенитната ракета „217“, насочваща се по лъч на прожектор с помощта на фотоелементи. Работите над снаряда се водят известно време за отработване.
В самото начало на Втората световна война Великобритания активно разглежда различни проекти за създаването на зенитни ракети. Поради липса на ресурси, впрочем, по-голямо внимание е отделено на по-традиционните решения във вид на пилотирани изтребители и усъвършенствани зенитни оръдия, и нито един от проектите в периода 1939 – 1940 г. не е доведен до практическо използване. От 1942 г. във Великобритания се водят работи над създаването на зенитните управляеми снаряди Brakemine и Stooge, също незавършени поради края на военните действия.
Первите в света зенитни управляеми ракети, доведени до стадий на опитно производство, са създаваните от 1943 г. в нацистска Германия ракети „Рейнтохтер“, Hs-117 „Шметерлинг“ и „Васерфал“ (последната към началото на 1945 г. е изпробвана и готова за пускане в серийно производство, което така и не започва).
През 1944 г., когато се сблъсква със заплахата от страна на японските камикадзе, ВМС на САЩ инициира разработката на зенитни управляеми снаряди, предназначени за защита на корабите. Стартирани са два проекта – далекобойната зенитна ракета Lark и по-простата KAN. Нито една от тях не успява да вземе участие в бойните действия. Разработването на Lark продължава до 1950 г., но, макар ракетата успешно да преминава изпитанията, тя е оценена като прекалено морално остаряла и никога не е поставяна на кораби.

### Първите ракети на въоръжение
Първоначално в следвоенните разработки се отделя значително внимание на немския технически опит.
В СССР се водят работи по възпроизводство и развитие на цяла поредица от немските зенитни ракети, както управляемите, така и неуправляемите: „Васерфал“, „Рейнтохтер“, „Шметерлинг“, „Тайфун“ и други. Така например немската „Васерфал“, след определено доработване, получава индекса Р-101, тя е разработвана от НИИ-88, обаче, поради голямата натовареност по темата с балистичните ракети с далечен обсег на действие, работите по нея вървят бавно, а разбирането за важността на системата за бойно управление в този период все още липсва. След серия изпитания, които показват недостатъците на ръчната система за насочване, а също така и редица грешки на немските конструктори, е взето решение за прекратяване на модернизацията на трофейната ракета.
В началото на 1950-те се взема решението за започване на разработка на система за ПВО на Москва, която трябва да има възможност да отрази масирано нападение от авиацията на противника с участие на до 1200 самолета. Разработчиците на съветския зенитен ракетен комплекс по проекта „Беркут“ (главни конструктори Куксенко, Берия и заместник на главния конструктор Расплетин) в крайна сметка създават С-25 (приета на въоръжение през 1955 г.). Свръхефективен за своето време, комплексът се оказва много сложен и скъп, и е разгърнат само около Москва (два пръстена на ПВО, 2000 км обслужващи пътища, 56 стартови позиции за многоканални ЗРК и съответно, 56 зенитни ракетни полка). Последващо разгръщане на системата няма по икономически причини. Първият разгръщан широко съветски зенитно-ракетен комплекс става С-75.
В САЩ, веднага след войната, има де-факто три независими програми за разработване на зенитни ракети: армейската програма „Nike“, програмата на ВВС на САЩ SAM-A-1 GAPA и флотската програма „Bumblebee“. Американските инженери също предприемат опит да създадат зенитна ракета на базата на германската „Васерфал“ в рамките на програмата „Хермес“, но се отказват от идеята още на ранен стадий.
Първата зенитна ракета, създадена в САЩ, е MIM-3 Nike Ajax, разработена от Армията на САЩ. Ракетата има определено техническо сходство със С-25, но комплексът „Nike-Ajax“ е много по-прост от съветския си аналог. В същото време MIM-3 Nike Ajax е и много по-евтин от С-25, и, приет на въоръжение през 1953 г., е разгърнат в огромни количества за прикриване на градовете и военните бази на територията на САЩ. Всичко към 1958 г. са разгърнати над 200 батареи MIM-3 Nike Ajax.
Третата страна, разгръщаща през 1950-те години собствени ЗРК, е Великобритания. През 1958 г. Кралските военновъздушни сили на Великобритания приемат на въоръжение ЗРК Bristol Bloodhound, снабден с правопоточен двигател и предназначен за защитата на военновоздушните бази. Той се оказва толкова удачен, че негови подобрени версии състоят на въоръжение до 1999 г. Британската армия създава аналогичният по компоновка, но различаващ се по ред елементи комплекс English Electric Thunderbird за прикритие на своите бази.
Освен САЩ, СССР и Великобритания, собствен ЗРК, в началото на 1950-те, създава Швейцария. Разработеният от нея комплекс Oerlikon RSC-51 постъпва на въоръжение през 1951 г. и става първият търгуван ЗРК в света (макар и неговото закупуване да е основно с изследователска цел). Комплексът никога не участва в бойни действия, но служи за основа в развитието на ракетостроенето в Италия и Япония, които го купуват през 1950-те.
В същото време са създадени и първите ЗРК с морско базиране. През 1956 г. американският флот приема на въоръжение ЗРК RIM-2 Terrier със средна далечина, предназначен за защита на корабите от крилати ракети и бомбардировачи-торпедоносци.

### ЗУР второ поколение
В края на 1950-те – началото на 1960-те развитието на реактивната военна авиация и крилатите ракети води до широко развитие на ЗРК. Появата на летательных аппаратов, движещи се по-бързо от скоростта на звука, окончателно прави тежката стволна зенитна артилерия стар вид оръжие. На свой ред, миниатюризацията на ядрените бойни части позволява поставянето им на зенитните ракети. Радиусът на поражение от ядрения заряд ефективно компенсира всяка възможна грешка при насочването на ракетата, позволявайки поразяването и разрушаването на самолета на противника даже при груб пропуск.
През 1958 г. САЩ приемат на въоръжение първият в света далекобоен ЗРК MIM-14 Nike-Hercules. Явяващ се развитие на MIM-3 Nike Ajax, комплексът има много по-голяма далечина на действие (до 140 км) и може да се снабди с ядрен заряд W31 мощност 2 – 40 кт. Масово разгърнат върху инфраструктурата, създадена за предшестващия комплекс „Аякс“, комплексът MIM-14 Nike-Hercules остава най-ефективният ЗРК в света до 1967 г.
В същото време ВВС на САЩ разработват своя собствен, единствен свръхдалекобоен, зенитно-ракетен комплекс CIM-10 Bomarc. Ракетата представлява де-факто безпилотен изтребител-прехващач с правопоточен двигател и активно самонасочване. Към целта се насочва с помощта на сигналите от системата на наземните радари и радиофарове. Радиусът на ефективното действие на „Бомарк“ съставлява, в зависимост от модификацията, 450 – 800 км, което го прави най-далекобойният зенитен комплекс от създаваните някога. „Бомарк“ е предназначен за ефективно прикритие на териториите на Канада и САЩ от пилотирани бомбардировачи и крилати ракети, но поради бурното развитие на балистичните ракети бързо губи своето значение.
Съветският Съюз, през 1957 г., приема на въоръжение своят първи масов зенитно-ракетен комплекс С-75, примерно аналогичен по характеристики на MIM-3 Nike Ajax, но по-мобилен и адаптиран за разгръщане на предна линия. Системата С-75 се произвежда в големи количества, ставайки основната на ПВО както за територията на страната, така и за войските на СССР. Комплексът най-масово, за цялата история на ЗРК, е експортиран, ставайки основната система за ПВО на над 40 страни, успешно се използва и във военните действия във Виетнам.
Големите габарити на съветските ядрени бойни части препятстват въоръжаването с тях на зенитни ракети. Първият съветски ЗРК с голяма далечина С-200, имащ радиус на действие до 240 км и способен да носи ядрен заряд, се появява едва през 1967 г. На протежение 1970-те ЗРК С-200 се явява най-далекобойната и ефективна система за ПВО в света.
Към началото на 1960-те става ясно, че съществуващите ЗРК имат големи недостатъци, преди всичко ниска мобилност и неспособност да поразяват цели на малки височини. Появата на свръхзвуковите самолети и на бойното поле, подобни на Су-7 и Republic F-105 Thunderchief, прави обикновената зенитна артилерия недостатъчно ефективно средство за защита.
В периода 1959 – 1962 г. са създадени първите зенитни ракетни комплекси, предназначени за прикритие на войските от предната линия и борба с нисколетящи цели: американският MIM-23 Hawk от 1959 г., и съветският С-125 от 1961 г.
Активно се развиват и системите за ПВО на военноморския флот. В периода 1958 г. ВМС на САЩ първи приема на въоръжение далекобойният морски ЗРК RIM-8 Talos. Ракетата с далечина на полета от 90 до 150 км е предназначена за противостоене срещу масирани нападения на морската ракетоносна авиация и може да носи ядрен заряд. Поради прекомерната му стойност и огромните габарити на комплекса то е разгърнат сравнително ограничено, основно на преустроените крайцери от времената на Втората световна (единственият специално построен за „Талос“ носител става атомният ракетен крайцер USS Long Beach (CGN-9)).
Основният ЗРК на ВМС на САЩ си остава активно модернизираният RIM-2 Terrier, възможностите и далечината на който са силно увеличени, включително създаването на модификацията на ЗУР с ядрени бойни части. През 1958 г. също е разработен ЗРК с малък радиус на действие RIM-24 Tartar, предназначен за въоръжение на неголемите кораби.
Програмата за разработване на ЗРК за защита на съветските кораби от авиация започва през 1955 г., за разработка са предлагани ЗРК с близък, среден, далечен радиус на действие и ЗРК за непосредствената защита на кораба. Първият съветски зенитен ракетен комплекс за ВМФ, създаден в рамките на тази програма, става ЗРК с близко действие M-1 „Волна“, който се появява през 1962 г. Комплексът представлява морска версия на ЗРК С-125, използваща същите ракети.
Опитът на СССР да разработи по-далекобойният морски комплекс М-2 „Волхов“ на базата на С-75 се оказва неуспешен – независимо от ефективността на самата ракета В-753, ограниченията, наложени от значителните габарити на основната ракета, използването на маршева степен на ЗУР с течногоривен двигател и ниската огнева производителност на комплекса, водят до спиране на този проект.
В началото на 1960-те свои собствени морски ЗРК създава също и Великобритания. Приетият на въоръжение през 1961 г. Sea Slug се оказва недостатъчно ефективен и към края на 1960-те ВМС на Великобритания му разработва замяна чрез значително по-съвършения ЗРК Sea Dart, способен да поразява самолети на разстояние до 75 – 150 км. В същото време във Великобритания е създаден първият в света ЗРК за близка самоотбрана Sea Cat, активно експортиран поради своята превъзходна надеждност и сравнително малки габарити.

### Епоха на твърдото гориво
Развитието в технологията за високоенергетично смесено твърдо ракетно гориво в края на 1960-те г., позволява отказ от използването в зенитните ракети на сложното за експлоатация течно гориво и да се създадат ефективни и обладаващи голяма далечина на полета твърдогоривни зенитни ракети. Отчитайки липсата на необходимост от предпусково зареждане, тези ракети могат да се съхраняват вече напълно готови за изстрелване и ефективно да се използват по противника, осигурявайки необходимата огнева производителност. Развитието пък на електрониката позволява да се усъвършенстват системите за насочване на ракетите и да се използват нови самонасочващи се глави и неконтактни взриватели за съществено увеличаване на точността на ЗУР.
Разработването на зенитните ракетни системи от ново поколение започват почти едновременно в САЩ и СССР. Големият брой технически проблеми, които предстоят да се решат, водят до това, че програмите по разработването съществено се проточват, и едва в края на 1970-те новите ЗРК постъпват на въоръжение.
Първият приет на въоръжение наземен ЗРК, напълно удовлетворяващ изискванията на третото поколение, става съветският зенитно-ракетен комплекс С-300, разработен и приет на въоръжение през 1978 г. Развивайки линията на съветските зенитни ракети, комплексът, за първи път в СССР, използва твърдо гориво за ЗУР с голяма далечина и минометен старт от транспортно-пусковия контейнер, в който ракетата постоянно се съхранява в херметична инертна среда (азот), напълно готова за старт. Отсъствието на необходимост от продължителната предстартова подготовка съществено съкращава времето за реакция на комплекса срещу въздушна заплаха. Също така за сметка на това и съществено се повишава мобилността на комплекса, намалява се и неговата уязвимост срещу въздействията на противника.
Аналогичният комплекс в САЩ – MIM-104 Patriot, започва да се разработва още през 1960-те, поради липсата на точни и ясни изисквания към комплекса и тяхното регулярно изменение неговото разработване прекомерно се проточва и комплексът е приет на въоръжение едва през 1981 г. Предполага се, че новият ЗРК трябва да замени остарелите комплекси MIM-14 Nike-Hercules и MIM-23 Hawk в качеството на ефективно средство за поразяване на цели както на големи, така и на малки височини. При разработката на комплекса, от самото начало, е заложена употребата му както срещу аеродинамични, така и против балистични цели, т.е. предполага се използването му не само за ПВО, но и за ПРО театъра на военните действия.
Съществено развитие (особено в СССР) получават ЗРК за непосредствена защита на войските. Широкото развитие на ударните вертолети и управляемото тактическо въоръжение водят до необходимостта от насищане на войските със зенитни комплекси на полково и батальонно ниво. В периода 1960-те – 1980-те години на въоръжение са приети разнообразни мобилни системи за войскова ПВО, такива, като съветските, 2К11 „Круг“, 2К12 „Куб“, 9К33 „Оса“ американската MIM-72 Chaparral, британската „Рапира“.
По същото време се появяват и първите преносими зенитно-ракетни комплекси (ПЗРК).
Развиват се и морските ЗРК. Технически първият в света ЗРК от ново поколение става разработената през 1960-те години и приета на въоръжение през 1967 г. модернизацията на американските морски ЗРК в частта за използването от тях на ЗУР от типа „Standard-1“. Ракетите от това семейство са предназначени за замяна на цялата предшестваща линия ракети във военноморските ЗРК на САЩ, т. нар. „три T“: Talos, Terrier и Tartar с нови, във висока степ универсализирани ракети, използващи съществуващите пускови установки, средства за съхранение и системи за бойно управление. Въпреки това, разработката на системи за съхранение и пуск на ЗУР от ТПК за ракетите от семейството „Standard“, по ред причини, се отлага и е завършена едва в края на 1980-те с появата на ПУ Mk 41. Разработването на универсални установки за вертикален пуск позволява съществено да се увеличи скорострелността и възможностите на системите.
В СССР в началото на 1980-те на въоръжение от ВМФ е приет зенитно-ракетният комплекс С-300Ф „Форт“ – първият в света морски комплекс с далечно действие и базиране на ракетите в ТПК, а не на релсови установки. Комплексът представлява морска версия на наземния комплекс С-300, и се отличава с много висока ефективност, добра защита срещу смущения и наличието на многоканално насочване, което позволява на една РЛС да насочва едновременно няколко ракети срещу няколко цели. Въпреки това, поради редица конструкторски решения: въртяща се револверна ПУ, тежката многоканална РЛС за целеуказание, комплексът става много тежък и голямогабаритен и става за поставяне само на големите кораби.
Като цял, в периода 1970-те – 1980-те развитието на ЗРК върви по пътя на подобряване на логистичните характеристики на ракетите чрез прехода към твърдо гориво, съхранение в ТПК и използването на установки за вертикален пуск, а също така и увеличаване на надеждността и защитата срещу смущения на апаратурата за сметка на използването на достиженията е микроелектрониката и унификацията.

### Съвременни ЗРК
Съвременното развитие на ЗРК, започвайки от 1990-те, основно е насочено към увеличаване на възможностите за поразяване на високоманеврени, нисколетящи и слабовидими цели (направени на основата на стелт технологията). Болшинството съвременни ЗРК са проектирани също така с възможност, доколкото е осъществимо, за унищожаването на ракети с малък радиус на действие.
Така например развитието на американския ЗРК „Patriot“ в новите му модификации, започвайки от PAC-1 (на английски: Patriot Advanced Capabilites), е основно преориентирано към поразяване на балистични, а не на аеродинамични цели. Предполагайки аксиоматично, че във военната кампания ще е възможно достигането на превъзходство във въздуха на достатъчно ранен стадий от конфликта, САЩ и ред други страни разглеждат като основен опонент за ЗРК не пилотираните самолети, а крилатите и балистичните ракети на противника.
- Съвременни ЗРК С-300
- ЗРК „С-300В1“ с АФАР
- ЗРК „С-300ПС“ с АФАР
- ЗРК „С-300ПТ“ с АФАР
- РЛС 30N6E2 на СAM С-300 ПМУ-2 „Фаворит“

В СССР и по-късно в Русия продължава развитието на линията зенитни ракети С-300. Разработени са редица нови комплекси, включително приетата на въоръжение през 2007 г. ЗРС С-400. Основното внимание при тяхното създаване се отделя към увеличаването на броя едновременно съпровождани и обстрелвани цели, усъвършенстването на способността да се поразяват нисколетящите и малко видимите цели. Военната доктрина на РФ и ред други държави се различава с по-комплексен подход към ЗРК с голяма далечина на стрелба, разглеждайки ги не като развитие на зенитната артилерия, а като самостоятелна част от военната машина, която съвместно с авиацията осигурява завоюването и удържането на господството във въздуха. На противоракетната отбрана от балистични ракети се отделя малко по-малко внимание, но напоследък ситуация се променя. Сега се разработва системата С-500.
- ЗРК с активни фазирани антенни решетки (АФАР)
- ЗРК „Железен купол“
- ЗРК „С-400“
- ЗРК „С-500“

Особено развитие получават военноморските комплекси, сред които на едно от първите места се намира системата от оръжия „Аеджис“ със ЗУР „Стандарт“. Появата на УВП Mk 41 с много високия ѝ темп на пуск на ракетите и високата степен на универсалност за сметка възможността да се поставя във всяка клетка на УВП широка гама от управляемо оръжие (включая всичките видове приспособени за вертикален пуск ракети от семейството „Стандарт“, ЗУР с близък радиус на действие „Сий Спароу“ и нейното последващо развитие – ESSM, противолодъчната ракета RUR-5 ASROC и крилатите ракети „Томахоук“) способства за широкото разпространение на комплекса. Към момента ракетите „Стандарт“ състоят на въоръжение във флотовете на седемнадесет държави. Високите динамични характеристики и универсалността на комплекса способстват за разработката на негова база на противоракетното и противоспътниково оръжие SM-3.